# Тмол
Тмол (на старогръцки: Τμῶλος, Tmolus) е цар на Лидия (Меония) и съпруг на Омфала. Той е епоним дал името на планината Тмол (днес Bozdağ). В гръцката митология той е планински бог, син на Арес и Теогона. Той е намушкан от бик,според някои пратен от Зевс.
Той е земният баща на Тантал, който е син на Зевс и нимфата Плуто. След смъртта на Тмол на престола се възкачава съпругата му Омфала.